# Suore ospedaliere di Gesù Nazareno
Le Suore Ospedaliere di Gesù Nazareno (in spagnolo Hermanas Hospitalarias de Jesús Nazareno) sono un istituto religioso femminile di diritto pontificio: le suore di questa congregazione pospongono al loro nome la sigla H.J.N.F.

## Storia

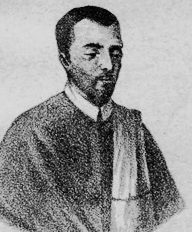
Cristoforo di Santa Caterina, fondatore della congregazione

Le origini della congregazione risalgono all'ospedale fondato a Cordova l'11 febbraio 1673 dal sacerdote Cristoforo di Santa Caterina, del terz'ordine regolare di San Francesco. Per l'assistenza agli orfani e alle donne povere, anziane e ammalate, il religioso vi istituì una congregazione di religiose e una di religiosi dediti alla raccolta delle elemosine per le necessità dell'ospedale.
La regola delle religiose e dei religiosi ospedalieri di Gesù Nazareno fu approvata dal cardinale Pedro de Salazar Gutiérrez de Toledo, vescovo di Cordova, nel 1692; dopo l'ospedale di Cordova, ne sorsero presto altri a Pozoblanco (1686), Hinojosa del Duque (1692), Montoro (1698), Baena (1711), La Rambla (1720), Mérida (1724) e Malaga (1740).
Nel 1906, a causa dell'estinzione del ramo maschile, le suore chiesero una modifica alla loro clausura per potersi dedicare anche alla questua e il 24 giugno 1915 tutte le comunità si unirono costituendosi in congregazione religiosa.
L'istituto, aggregato all'ordine dei frati minori dal 28 agosto 1903, ricevette il pontificio decreto di lode il 22 aprile 1958 e le sue costituzioni furono approvate definitivamente dalla Santa Sede il 21 maggio 1960.

## Attività e diffusione
Le suore si dedicano alle opere di misericordia corporali.
Oltre che in Spagna, sono presenti in Italia, Guatemala, Perù e Repubblica Dominicana; la sede generalizia è a Madrid.
Alla fine del 2008 la congregazione contava 134 religiose in 26 case.